# Le Cirque éducatif
Le Cirque éducatif est un mouvement de culture et d’éducation populaires fondé en 1975 à Douai. Il se caractérise par un spectacle de cirque classique, conçu à la fois comme un divertissement et comme un document pédagogique, et par un travail social en direction des personnes en situation de handicap et des familles en situation de précarité.
Associatif, ce dernier est animé par des bénévoles. Agréé par l'Académie de Lille, il bénéficie du soutien de l'Éducation nationale, de la Région Hauts-de-France, du département du Nord ainsi que des villes de Reims et de Sin-le-Noble

## Histoire

### De 1975 à nos jours
Quatre décennies d’histoire
- 1975	Fondation à Douai, lettre de mission du maire le 24 juillet Le Cirque éducatif au cirque municipal de Reims.

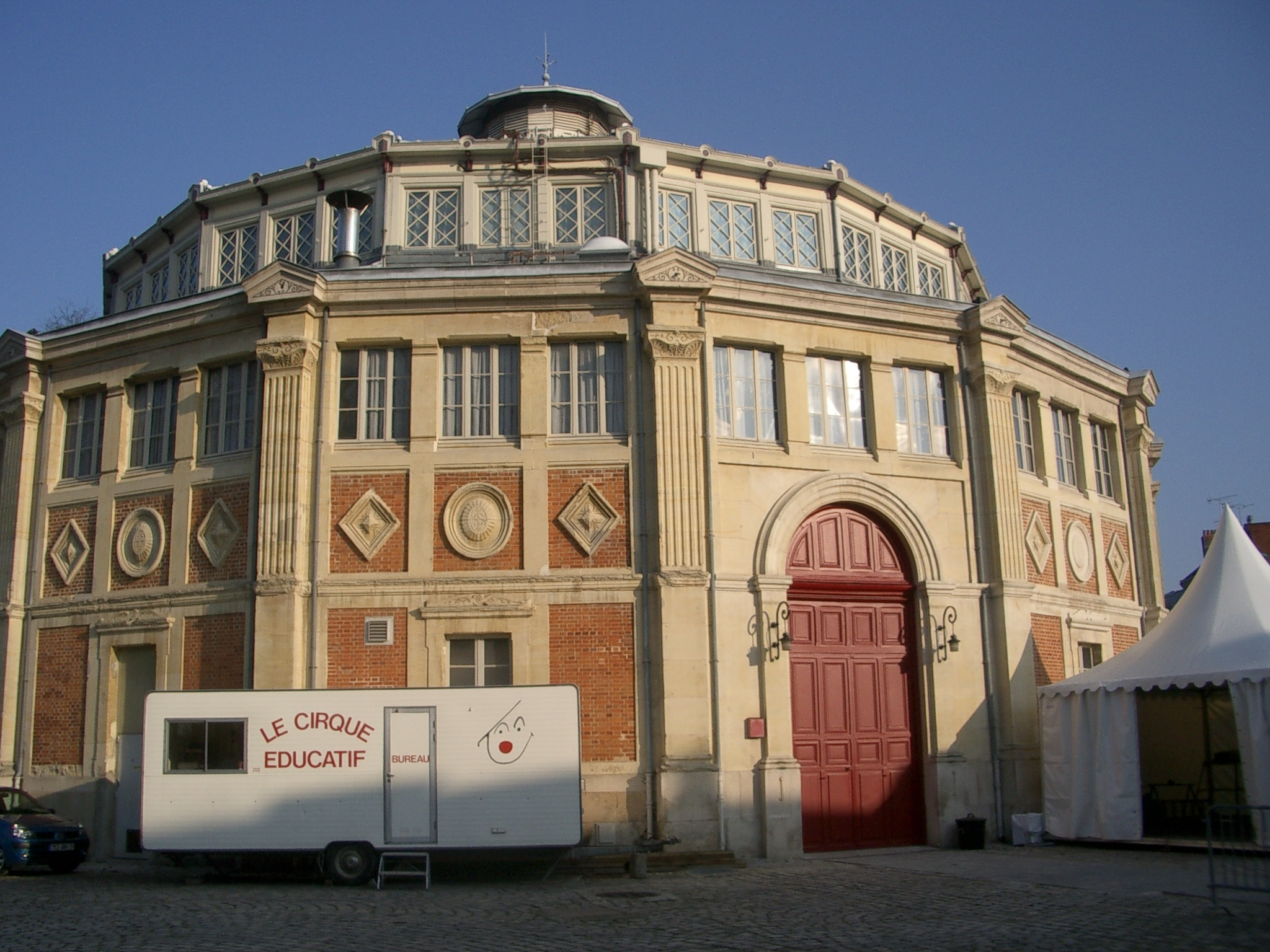
Le Cirque éducatif au cirque municipal de Reims.

- 1976 Premières représentations au cirque municipal du 25 au 28 février, 8 900 spectateurs Le chapiteau du Cirque éducatif à Sin le Noble (Nord).

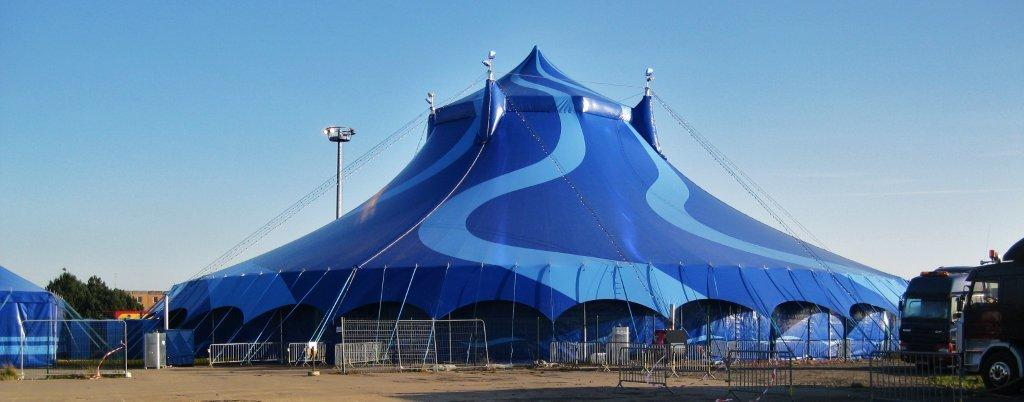
Le chapiteau du Cirque éducatif à Sin le Noble (Nord).

- 1979	Première animation culturelle et pédagogique : une exposition sur les métiers du cirque
- 1981 Apparition de l’expression "cirque éducatif" déposée en tant que marque en 1984.
  - Rencontre préparatoire avec la Ville de Reims et son comité des fêtes, signature de la convention le 15 mai
- 1982	Premières représentations à Reims du 18 au 23 janvier, 15 200 spectateurs
  - Fondation de l’Association Cirque éducatif dans la piste du cirque municipal de Reims
- 1984	La nouvelle municipalité de Douai met fin à l’expérience
- 1985 Installation d’un chapiteau à Lambres-lez-Douai, la place s'avérant trop exiguë, ne sera utilisée qu'une seule année
- 1986 Installation à Sin-le-Noble près d’un ancien puits de mine, puis sur un parking de centre commercial, puis sur un terrain spécialement aménagé par la ville, le "square du cirque"

### Deux associations et une «SARL Désintéressée[4]»
1975. Une initiative personnelle
À l’origine, il y a une initiative personnelle de deux Douaisiens, Micheline et Hugues Hotier. Soucieux de préserver l'un des derniers cirques stables existant encore en France, ils proposent à la municipalité de "vérifier que le cirque est bien mort et n'intéresse plus personne" comme cela se dit un peu partout. Le maire les mandate pour opérer cette vérification en organisant, pour le compte de la ville, des représentations de cirque en 1976. Devant le succès, une deuxième tentative a lieu l'année suivante. Jusqu'en 1984, la ville de Douai leur donnera mandat pour l'organisation de cette manifestation qui prend de l'ampleur au fil des années.
Quand, en 1984, à l’issue de la 9e saison, la nouvelle municipalité de Douai remplacera les Hotier par Annie Fratellini, Le Cirque éducatif s’installera dans une autre commune et c’est l’Association Cirque éducatif qui deviendra organisatrice.
1982. L’Association Cirque éducatif :
La ville de Reims ayant, en 1981, souhaité confier au couple Hotier la réhabilitation de son cirque municipal en transposant dans la capitale du champagne l’expérience douaisienne, il fut nécessaire de créer une structure. L’association a but non lucratif s’imposait puisqu’elle correspondait à la philosophie de l’entreprise.
Fondée le 17 janvier 1982 dans la piste du cirque municipal de Reims, l’Association Cirque éducatif est forte de 124 adhérents, 65 hommes et 59 femmes, qui se répartissent géographiquement de la manière suivante :
- Nord – Pas-de-Calais		65
- Champagne – Ardenne		37
- Picardie			 8
- Autres régions		13
- Étranger (Pays-Bas)	 1

Parmi ces 124 adhérents, 54 (43,5 %) mettent réellement la main à la pâte et fournissent un important travail bénévole. Outre la définition et la conduite de la politique générale, l’administration et la gestion, les tâches sont nombreuses : mise sous enveloppes de 10 000 documents d’information, location des places (35 000 sur chaque site), accueil et placement du public, diffusion des outils pédagogiques, transport des caravanes, entretien du matériel, etc. Au total, ce sont 8 000 heures de travail qui sont ainsi offertes, soit cinq emplois à temps complet. Ainsi s'explique la modicité du prix d'entrée pour un spectacle de la qualité du nôtre… L’Association Cirque éducatif a une seule salariée permanente.
1990. La SARL désintéressée
L’expression « SARL désintéressée » est tout à fait officielle. Elle a notamment été utilisée au Sénat par le ministre de la culture parlant d’une structure comparable au Cirque éducatif, le Grand Théâtre de Reims (JO Sénat du 18/05/2006, page 1378). Elle s’applique au Cirque éducatif dans la mesure où les associés ne perçoivent pas de participation aux éventuels bénéfices et où la gérante n’est pas rémunérée. La situation est comparable à celle des associations à but non lucratif.
En 1989, pour se mettre en conformité avec la législation il a fallu une licence d’entrepreneur de spectacles. À cette époque, pour obtenir une telle licence, un statut commercial était nécessaire. Le statut associatif ne convenait pas.
Fut donc créée, en 1990, la SARL Cirque éducatif, émanation de l’Association Cirque éducatif.
2001. Un producteur et deux diffuseurs.
Quand, en 2001 furent mises en place les nouvelles licences d’entrepreneur de spectacle, le conseil d’administration de l’Association Cirque éducatif décida de ne rien changer. Aujourd’hui la SARL Cirque éducatif (avec une licence de producteur) produit le spectacle qui est diffusé (avec des licences de diffuseur) par l’Association Cirque éducatif et Reims en fêtes.

## Action culturelle

### Une certaine idée de la culture
Au Cirque éducatif, on dit par boutade que la roulotte est sur le chemin de Carentan. Il est vrai que, fondé en 1975, il sera quadragénaire en 2015. Cette longue expérience lui a permis d’affiner sa définition de la culture. On y refuse d’opposer la culture au divertissement : on ne se cultive par mortification : ce n’est pas pour faire pénitence qu’on écoute Mozart, qu’on regarde une pièce de Grumberg ou qu’on s’abandonne à Carmen ou à La Traviata. Voilà ce qu’affirment les membres du Cirque éducatif qui résument leur position de la manière la plus claire : la culture commence quand le divertissement enrichit la connaissance et génère la réflexion.

### Un spectacle conçu autour d’un thème et progressant au fil d’un scénario
Il fait appel à des artistes internationaux accompagnés par un orchestre. Le thème non seulement confère au spectacle une cohérence qui n’a rien d’artificiel mais encore en facilite l’exploitation pédagogique. Car ces spectacles ont ceci de particulier qu’ils sont conçus à la fois pour le plaisir immédiat et pour une exploitation au retour en classe. À cette fin, le comité de suivi pédagogique, composé d’enseignants, conçoit des documents qui sont autant d'outils pour les professeurs : livret pédagogique, DVD sur la création du spectacle, CD de photographies des numéros… 70 000 spectateurs répartis à égalité entre Reims et Sin-le-Noble constituent un public composé pour les 2/3 d’écoliers, collégiens et lycéens et pour 1/3 de particuliers venant en famille. Hormis les artistes et les techniciens, tous les intervenants de l'organisation sont bénévoles.

### Des animations culturelles autour du spectacle
Les animations culturelles ont deux caractéristiques.
D’une part elles font dialoguer les différentes formes d’expression artistique avec le cirque, d’autre part elles établissent des partenariats avec les structures locales et régionales. C’est ainsi que sont organisées des expositions de peintures inspirées par le cirque à des artistes professionnels ou amateurs. Sont invitées des chorales à des rencontres pour chanter le cirque. Sont présentés des concerts de musique inspirée par le cirque ou au contraire d’œuvres du répertoire que le cirque a adoptées. Une collaboration avec l’option cinéma du lycée Arthur-Rimbaud de Sin-le-Noble permet de proposer des rencontres cirque et cinéma. Sont rassemblés des enfants et des adultes autour de cirque et littérature ou cirque et théâtre. L’essentiel se passe dans la piste d’un cirque stable ou d’un chapiteau.

## Action pédagogique
"Educatif" et "pédagogique" sont des mots qui recouvrent des réalités différentes. Même si le pédagogique entre évidemment dans le projet éducatif. Parce qu'il est porteur de valeurs humaines et sociales, le cirque est éducatif. Agréé depuis 1993 par l’Éducation Nationale au titre des « associations éducatives complémentaires de l’enseignement public », Le Cirque éducatif peut être considéré comme un auxiliaire de l'enseignement :
- Un spectacle conçu pour l’exploitation en classe
- Des outils pédagogiques
- Des interventions dans les établissements

### Un spectacle conçu aussi pour une exploitation en classe[10]
L’enthousiasme des jeunes spectateurs est "récupéré" à des fins éducatives. Lorsqu’ils préparent le spectacle, les concepteurs savent qu’il sera exploité avec d’autres objectifs que ceux relevant du simple plaisir. Ce spectacle trouvant sa cohérence autour d’un thème, celui-ci est choisi en tenant compte de cette exploitation pédagogique. C’est-à-dire qu’ils s’interrogent sur la possibilité d’exploitation pédagogique du thème qui soutiendra la création artistique. Exemples de thèmes récents : spectacle intitulé "De rue en piste" (2010) : les racines populaires, voire folkloriques, du cirque ; "On connaît la musique…" (2011) : l’évolution des relations entre musique et cirque depuis 1770 ; "Eh bien, dansez maintenant" (2012) : l’évolution des relations entre danse et cirque depuis 1770, "Chantez le cirque" (2013) : le cirque inspire la chanson, "L’âme slave" (2014) : les caractéristiques du cirque d’Europe centrale. Lorsqu’ils sont assurés que le thème retenu pourra faire l’objet d’une déclinaison en termes de pédagogie, cette question est abandonnée pour ne plus penser qu’en termes de spectacle. Quand l’opération de celui-ci est achevée, l’équipe d’enseignants qui propose la démarche pédagogique travaille à l’élaboration d’outils d’exploitation. C’est donc un "vrai" spectacle de cirque qui est ainsi exploité et non un spectacle "sur mesure" conçu pour l’usage des enseignants. Est déclinée à des fins pédagogiques une œuvre créée pour un public et dans le cadre des règles d’un genre qu’on appelle le cirque.

### Des outils pédagogiques
Le cirque est un ensemble fédérateur qui permet un travail pluridisciplinaire, voire transdisciplinaire. Le comité de suivi pédagogique du Cirque éducatif, composé d’une quinzaine de professeurs et de conseillers pédagogiques, a deux missions. D’une part être à l’écoute des enseignants afin de répondre aux besoins exprimés par ceux-ci. D’autre part, recourir aux compétences de ses membres pour concevoir et élaborer les outils qui sont proposés à ces enseignants. Quelques-uns des documents pédagogiques réalisés :
- Le livret pédagogique du spectacle est un document qui existe en version papier et en version électronique. Renouvelé chaque année, il se compose de deux parties abondamment illustrées. L’une constitue une ressource documentaire sur le thème du spectacle. Elle est rédigée par des spécialistes, par exemple un conseiller pédagogique spécialisé en musique et un analyste du cirque pour "On connaît la musique…". L’autre partie examine à la fois la structure du spectacle et les numéros qui le composent afin de proposer des pistes d’exploitation permettant de traiter les programmes scolaires.
- Le DVD "Quand le cirque s’en vient" a été élaboré à partir d’un cahier des charges précis fourni par des enseignants réunis en table ronde. D’une durée de 48 minutes, il rend compte de tout ce qui se passe entre l’arrivée du premier convoi dans l’enceinte du cirque et l’entrée en piste du premier artiste pour la première représentation : l’installation du "village" des caravanes où vont vivre les artistes, l’hébergement des animaux et les soins qui leur sont apportés, le montage des agrès et la préparation du matériel servant à l’exécution des numéros, le réglage de la lumière et du son, le travail préparatoire avec l’orchestre et la technique, la répétition générale, l’accueil du public. La diffusion publique du DVD est autorisée.
- L’exposition itinérante. Elle a été réalisée en double exemplaire. Composée de 16 panneaux, elle montre en photographies les lieux du spectacle – chapiteau ou cirque stable -, les différents types de numéros et même quelques œuvres que le cirque a inspirées à des peintres célèbres.
- Le CD de photos des numéros du spectacle et des coulisses.

### Des interventions dans les établissements
L’Association Cirque éducatif dispose de plusieurs animateurs qui interviennent dans les établissements aussi bien que dans les centres sociaux, les maisons de quartier et les foyers ruraux. Initiation ou perfectionnement des enfants et des adolescents, préparation de spectacles de fin d’année, les demandes sont diverses. Tant à Reims qu’à Sin-le-Noble, les ateliers qui sont organisés pendant la période des représentations sont ouverts aux enfants, à partir de 9 ans, aux adolescents et aux adultes. Animés par les artistes internationaux du programme, ils sont aussi l’occasion d’une rencontre interculturelle.

## L'action sociale

### L’Opération Petit Bonheur
Cette action de solidarité combine la générosité des spectateurs à celle de l'organisation. Elle permet à des personnes en situation de précarité sociale d'être invitées gratuitement au spectacle dans des conditions qui respectent leur dignité : avec des billets individuels banalisés. Depuis 1998, un millier de personnes en sont bénéficiaires chaque année. L'action est menée en partenariat avec les Restos du cœur, le Secours catholique, le Secours populaire qui se chargent de distribuer les billets.

### La politique de la ville et la cohésion sociale
Le Cirque éducatif est depuis longtemps engagé dans la politique de la ville. Sa première action (1986) entrait dans le programme national DSQ (développement social de quartier) à Sin-le-Noble. Les Contrats Urbains de Cohésion Sociale (CUCS) s’inscrivent dans la politique de la ville développée par l’État, les régions et les villes. Depuis 2008, l’Association Cirque éducatif a piloté différents CUCS dans le département du Nord. Le principe est d'amener le cirque dans la ville comme un élément d'innovation sociale et d'intégration des habitants.

## Le Cirque éducatif et le handicap
Le Cirque éducatif est à l'écoute des personnes en situation de handicap mental ou intellectuel avec notamment :
- l’ouverture du spectacle aux personnes en situation de handicap,
- l’ouverture à ces mêmes personnes des ateliers d’initiation aux disciplines du cirque,
- l’organisation d’une exposition d’œuvres plastiques sur le thème du cirque,
- l’accueil de "transferts" coorganisés avec des établissements spécialisés

En 2007, au Sénat, L’ONISEP (ministère de l'Éducation nationale) a remis au Cirque éducatif le "Prix Hand’innov " pour son action au service des personnes en situation de handicap.

### L’accueil des personnes en situation de handicap
Les responsables du Cirque éducatif considèrent qu’on ne porte pas préjudice à la culture quand on en faisait un moyen d’éducation et d’autonomisation de l’homme. Là est le fondement de leurs démarches qui correspond tout à fait à la définition que le dramaturge libanais Mounir Basri donne du théâtre et qui est ainsi transposée: «  Le cirque est un moyen d’éducation qui se présente sous la forme d’un divertissement. ».
Les promoteurs du Cirque éducatif disent d’autre part que le spectacle de cirque est conçu pour stimuler des émotions, qu’il relève du sensoriel plutôt que de l’intellectuel.
Ces idées sont partagées par les très nombreux éducateurs et responsables de structures accueillant des personnes en situation de handicap mental ou de déficience intellectuelle. Entre eux et les responsables du Cirque éducatif existe un débat permanent.

### Les ateliers de pratique: plaisir et attention
Depuis 2003, les ateliers accueillent des personnes en situation de handicap mental. Elles choisissent leur discipline en accord avec leurs encadrants. Ces personnes sont réparties entre différents ateliers à la fois pour éviter un "atelier handicap" et pour permettre aux "valides", en majorité des enfants et des adolescents, de côtoyer leurs camarades dans des conditions banalisées.
Des entretiens réguliers avec les encadrants des personnes en situation de handicap permettent de constater le profit que ces personnes tirent de leur participation aux ateliers et à l’audition-spectacle qui les clôt. Les artistes qui assurent la formation dans ces ateliers d’initiation se déclarent généralement très satisfaits par les relations qui se créent entre eux et les personnes en situation de handicap.

### L’exposition d’œuvres plastiques sur le thème du spectacle
Cette exposition a été organisée pour la première fois en 2004. Depuis, chaque année, sont accueillis une vingtaine d’établissements à Sin le Noble et une dizaine à Reims. Leurs œuvres sont exposées pendant trois semaines et sont vues par un nombreux public. Leur réalisation s’inscrit dans les objectifs pédagogiques des éducateurs.

### Le rassemblement de musiciens en situation de handicap
Depuis 2010, à Sin le Noble, le chapiteau est mis à la disposition de l’association "Les amis d’Andy" pour un rassemblement de musiciens en situation de handicap. Toute la journée, des établissements qui utilisent la musique comme un moyen thérapeutique et/ou éducatif se retrouvent pour pratiquer leur art dans un lieu privilégié. Le public est nombreux.

### Les "transferts" en partenariat avec les IME
Pendant une semaine des jeunes en situation de handicap sont accueillis au cirque où ils vivent avec les artistes et les animateurs. Ils sont particulièrement intéressés par les soins aux animaux. Ils participent également aux ateliers de pratique artistique, ce qui a pour effet de les rapprocher davantage des artistes. Le stage au cirque est exploité au retour à l'IME, notamment par la prolongation des ateliers et la préparation d'un spectacle.
À deux reprises, un tel "transfert" a été organisé avec l'IME "Le bois fleuri" du Cateau-Cambrésis.

### Une expérience originale: le20eanniversairede l'EPDSAE
L'EPDSAE est un organisme dépendant du conseil général du Nord qui accueille des enfants et des adolescents de 1 à 18 ans pour des raisons diverses : placement judiciaire, familles en difficulté, etc. Il gère des maisons de l’enfance, des maisons de la famille et des établissements autres, à la grandeur du département du Nord. Il accueille également des personnes en situation de handicap mental ou de déficience intellectuelle de tout âge.
De septembre 2003 à février 2004, 15 ateliers hebdomadaires dans des lieux répartis sur tout le département ont été animés par Le Cirque éducatif. Le 15 février 2004, a été présenté dans la piste du chapiteau un spectacle organisé avec les responsables des différentes maisons de l’EPDSAE. Plus de 200 acteurs formés dans ces ateliers, dont un tiers de personnes en situation de handicap mental, ont participé à ce spectacle. Lequel a eu lieu le matin devant 2 000 spectateurs, pour la plupart apparentés aux acteurs et fut suivi d’un pique-nique sous le chapiteau. L’après-midi, les acteurs du matin et leurs familles ont assisté à une représentation privée.